# Chrosioderma albidum
Chrosioderma albidum là một loài nhện trong họ Sparassidae.
Loài này thuộc chi Chrosioderma. Chrosioderma albidum được Eugène Simon miêu tả năm 1897.